# Paul-Jean Toulet
Paul-Jean Toulet (* 5. Juni 1867 in Pau; † 6. September 1920 in Guéthary) war ein französischer Dichter und Schriftsteller.

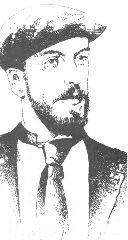
Paul-Jean Toulet vor 1900

## Leben und Werk
Paul-Jean Toulet verlor die Mutter bei der Geburt in Pau. Sein Vater kehrte nach Mauritius zurück und ließ ihn bei Verwandten aufwachsen. Nach dem Besuch von Schulen in Pau, Bayonne und Saintes ging er 1885 selbst für drei Jahre nach Mauritius, verbrachte dann ein Jahr in Algier und wechselte 1898 nach Paris, um dort als Literat zu leben. Zu seinen Freunden zählten der Gastronom Curnonsky sowie Léon Daudet, Charles Maurras, Henri de Régnier, Émile Henriot, Jean-Louis Vaudoyer und Claude Debussy. Er veröffentlichte zuerst Romane und Erzählungen. Berühmt wurde er für die ab 1910 publizierten Contrerimes (wörtlich: „Gegenreime“, auch übersetzt mit „Querzeiler“), die ihm ab 1913 die Verehrung der Dichterschule der „Fantaisistes“ (Tristan Derème, Francis Carco, Robert de La Vaissière, Jean-Marc Bernard, Jean Pellerin, Léon Vérane) einbrachte. Krank geworden, zog er sich nach Guéthary zurück, schrieb dort den Roman La jeune fille verte und starb 1920 im Alter von 53 Jahren.
In Paris ist eine Straße nach ihm benannt (20. Arrondissement).

## Werke (moderne Ausgaben)

### Gesammelte Werke
- Oeuvres complètes. Poésie, romans, nouvelles et contes, théâtre, essais et notes, journaux, correspondance. Hrsg. Bernard Delvaille. Robert Laffont, Paris 1986, 2003, 2019.

### Les Contrerimes
- Les Contrerimes. Hrsg. Michel Décaudin. Gallimard, Paris 1979.
- Les contrerimes. Nouvelles contrerimes. Hrsg. Jean-Luc Steinmetz. Flammarion, Paris 2008.

### Romane und Erzählungen
- La jeune fille verte. Fleuron, Paris 1995. (zuerst 1918)
- Mon amie Nane. Roman. Table ronde, Paris 1999, 2017. (zuerst 1905)
  - (deutsch) Meine Freundin Nane. Roman. Ullstein, Berlin 1996. (Nachwort von Hubert Juin) (übersetzt von Hild Wollenhaupt)
- Monsieur du Paur, homme public. Roman. Ombres, Toulouse 1999.
- Touchante histoire de la jeune femme qui pleurait et autres contes. Arbre vengeur, Bordeaux 2003, 2010.

### Weitere Werke
- Lettres à soi-même. Éditions du Sandre, Paris 2005. (Nachwort von Frédéric Beigbeder)
- Carnet d'Indochine. Hrsg. Olivier Aubertin. N. Chaudun, Paris 2013.